# Supercoppa Primavera 2 2021
La Supercoppa Primavera 2 2021 è stata la 3ª edizione del trofeo, che ha visto sfidarsi in finale a gara unica il Verona e il Pescara, squadre rispettivamente vincitrici dei gironi A e B del Campionato Primavera 2 2020-2021. Il Pescara ha conquistato il trofeo per la prima volta nella sua storia, venendo proclamata squadra vincitrice del Campionato Primavera 2 2020-2021.

## Tabellino
| Arbitro: | Delrio (Reggio Emilia) |

|                           |           |                                         |
| Coppola 9’ Bragantini 24’ | Marcatori | 29’ Belloni 45’ Blănuță 45+2’ Chiarella |

| Verona | Pescara |